# Station Saint-Pierre-des-Corps
Station Saint-Pierre-des-Corps is een spoorwegstation in de Franse gemeente Saint-Pierre-des-Corps, een voorstad van Tours. Het station van Tours zelf, op ongeveer 2 kilometer afstand, is een kopstation, wat het ongeschikt maakt voor doorgaande treinen. Het station Saint-Pierre-des-Corps daarentegen ligt aan de lijn Parijs - Bordeaux, en wordt daarom aangedaan door doorgaande treinen op dit traject, waaronder TGV-treinen op de LGV Atlantique. Met treinstellen van het type Z 5300 wordt een verbinding met de binnenstad van Tours uitgevoerd.
TGV-treinen die Saint-Pierre-des-Corps niet aandoen, kunnen het station met hoge snelheid passeren via een lijn die enkele kilometers zuidelijker om de agglomeratie Tours heen loopt.
De oude stationsgebouwen zijn door bombardementen tijdens de Tweede Wereldoorlog grotendeels verwoest. Het huidige stationsgebouw dateert uit 1990 en is gebouwd in verband met de komst van de TGV.